# Prionochilus plateni
A Prionochilus plateni a madarak osztályának verébalakúak (Passeriformes) rendjébe és a virágjárófélék (Dicaeidae) családjába tartozó faj.

## Rendszerezése
A fajt Wilhelm Blasius német ornitológus írta le 1888-ban. Tudományos faji nevét Carl Constantin Platen német zoológus tiszteletére kapta.

## Alfajai
- Prionochilus plateni culionensis (Rand, 1948)
- Prionochilus plateni plateni W. Blasius, 1888[2]

## Előfordulása
Délkelet-Ázsiában, a Fülöp-szigetek területén honos. Természetes élőhelyei a szubtrópusi és trópusi síkvidéki és hegyi esőerdők, valamint vidéki kertek. Állandó, nem vonuló faj.

## Megjelenése
Testhossza 9 centiméter, testtömege 8–9 gramm.

## Életmódja
Valószínűleg gyümölcsökkel, nektárral és pollennel táplálkozik.

## Természetvédelmi helyzete
Az elterjedési területe nem nagy, egyedszáma pedig csökken, de még nem éri el a kritikus szintet. A Természetvédelmi Világszövetség Vörös listáján nem fenyegetett fajként szerepel.